# Parafia Wniebowzięcia Najświętszej Maryi Panny w Opalewie
Parafia Wniebowzięcia Najświętszej Maryi Panny w Opalewie – parafia rzymskokatolicka, terytorialnie i administracyjnie należąca do diecezji zielonogórsko-gorzowskiej i dekanatu Świebodzin – Miłosierdzia Bożego. W parafii posługują księża diecezjalni. Z parafii pochodzi bp Edward Dajczak – od 2023 biskup senior koszalińsko-kołobrzeski.